# Roberto Ongpin
Roberto Velayo Ongpin (Manilla, 6 januari 1937 – Balesin, 4 februari 2023) was een Filipijns zakenman en minister van handel en industrie in het kabinet van Ferdinand Marcos. 

## Biografie
Roberto Ongpin werd geboren op 6 januari 1937 in de Filipijnse hoofdstad Manilla. Hij was het tweede kind van zeven van Luis Ongpin en Lourdes Velayo. Zijn jongere broer was Jaime Ongpin, de latere minister van Financiën in het kabinet van Corazon Aquino. Hij studeerde aan de Ateneo de Manila University, waar hij in 1957 cum laude de opleiding Bachelor of Business Administration voltooide. Daarna studeerde hij verder aan Harvard in de Verenigde Staten, waar hij in 1961 een MBA-opleiding voltooide.
Ongpin werd in 1979 benoemd tot minister van industrie in het kabinet van president Ferdinand Marcos. Hij was met 42 jaar de jongste minister ooit op die positie. Vanaf 1981 was hij minister van handel en industrie tot aan de val van Marcos in 1986. 
Na zijn periode als minister was Ongpin alleen nog actief in het Filipijnse bedrijfsleven. Hij groeide uit tot een van de rijkste zakenmensen van de Filipijnen en kocht belangen in grote bedrijven als PhilWeb Corp., ISM Communications Corp, Alphaland Corp., Philippine Bank of Communications en San Miguel Corporation.
Ongpin trouwde met de Chileense Monica Arellano. Samen kregen ze twee kinderen. Daarnaast kreeg hij ook twee kinderen bij twee andere vrouwen.
Hij overleed in 2023 op 86-jarige leeftijd op het eiland Balesin.